# Glutathion réductase
Une glutathion réductase est une oxydoréductase qui catalyse la réaction :
2 glutathion + NADP+  {\displaystyle \rightleftharpoons }  disulfure de glutathion + NADPH + H+.
Cette enzyme permet de réduire le disulfure de glutathion en glutathion à l'aide de NADPH provenant notamment de la voie des pentoses phosphates chez les bactéries, les plantes et les animaux afin de régénérer le glutathion, molécule essentielle à la résistance contre le stress oxydant et à la préservation du pH intracellulaire,,.

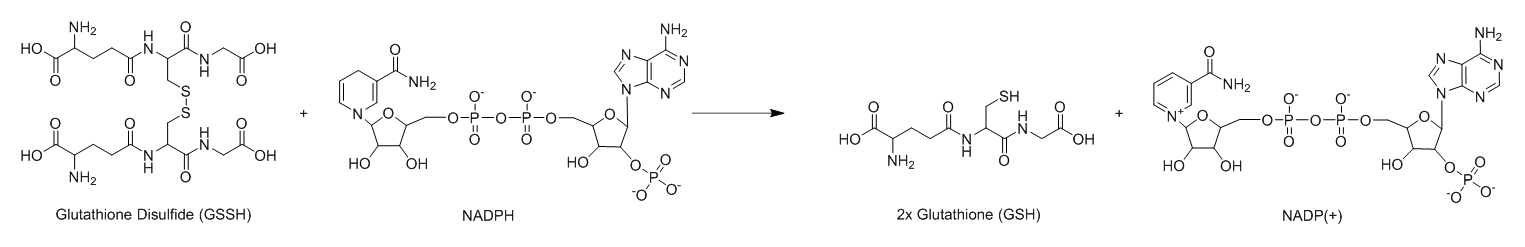
Réaction catalysée par la glutathion réductase.

La glutathion réductase est conservée à travers tous les règnes du vivant. On ne trouve qu'un seul gène codant la glutathion réductase chez les bactéries, les levures et les animaux. Le génome des plantes code en revanche deux isoenzymes. La drosophile et les trypanosomes sont dépourvus de glutathion réductase mais réalisent la réduction du glutathion à l'aide respectivement de thiorédoxine et de trypanothion. Chez l'homme, elle est codée par le gène GSR, sur le chromosome 8.